# Maublancia
Maublancia is een kevergeslacht uit de familie van de boktorren (Cerambycidae). De wetenschappelijke naam van het geslacht werd voor het eerst geldig gepubliceerd in 1956 door Lepesme & Breuning.

## Soorten
Maublancia omvat de volgende soorten:
- Maublancia maublanci Lepesme & Breuning, 1956
- Maublancia nigricollis Lepesme & Breuning, 1956
- Maublancia testui Lepesme & Breuning, 1956